# L'Homme de sa vie
L'Homme de sa vie je francouzsko-italský hraný film z roku 2006, který režírovala Zabou Breitman podle vlastního scénáře. Snímek měl světovou premiéru na Mezinárodním filmovém festivalu v Torontu 8. září 2006.

## Děj
Frédéric a jeho manželka Frédérique tráví každé léto dovolenou ve svém venkovském domě v Drôme. Spolu s nimi je zde i Frédéricova sestra Anne-Sophie a její manžel Benoît a jejich děti. Když zjistí, že se do sousedního domu nedávno nastěhoval nový muž, pozvou ho na večeři. Nový soused Hugo s Frédéricem zůstanou po večeři spolu na terase a až rána diskutují o životě, vztazích a lásce. Frédéric si v následujících dnech začne uvědomovat, že jeho dosavadní život nebyl tak dokonalý, jak si myslel. Frédérique si všimne, že mezi ní a manželem narůstá odtažitost.

## Obsazení
| Bernard Campan            | Frédéric    |
| Charles Berling           | Hugo        |
| Léa Drucker               | Frédérique  |
| Jacqueline Jehanneuf      | Jacqueline  |
| Éric Prat                 | Guillaume   |
| Niels Lexcellent          | Arthur      |
| Anna Chalon               | Capucine    |
| Antonin Chalon            | Mathieu     |
| Léocadia Rodriguez-Henocq | Jeanne      |
| Caroline Gonce            | Ilse        |
| Aurélie Guichard          | Lucinda     |
| Philippe Lefebvre         | Benoît      |
| Angie David               | Anne-Sophie |
| Gabrielle Atger           | Pauline     |